# Campionati mondiali di sollevamento pesi 2021
I Campionati mondiali di sollevamento pesi 2021, 86ª edizione maschile e 29ª femminile della manifestazione, si sono svolti dal 7 al 17 dicembre 2021 a Tashkent, in Uzbekistan, all'Uzbekistan Sports Complex.
L'evento è stato designato come parte dei Campionati di sollevamento pesi del Commonwealth 2021, con posti nei Giochi del Commonwealth del 2022 assegnati al miglior sollevatore del Commonwealth delle nazioni (solo totali, secondo le Olimpiadi) in ciascuna divisione idonea.

## Avvenimenti
Dopo 101 anni, un'edizione dei campionati mondiali si disputa in concomitanza con i Giochi olimpici per quanto riguarda quelle maschili, mentre dopo 25 anni avviene la medesima cosa per quelle femminili. I precedenti campionati mondiali disputati in coincidenza con l'anno olimpico furono nel 1904, nel 1920 e quelle femminili del 1988, 1992 e 1996. Il campionato mondiale si disputò anche nel 1908, ma in quel caso il sollevamento pesi non era incluso nel programma olimpico.
A causa delle preoccupazioni per la rapida diffusione della variante Omicron, avvenuta poco dopo le Olimpiadi e i Giochi Nazionali Cinesi, il torneo ha dovuto affrontare l'assenza di molti forti concorrenti. Dieci campioni olimpici di Tokyo quattro mesi prima, quindici detentori del titolo di campione del mondo e intere squadre provenienti da Cina, Corea del Nord, Italia e Germania hanno deciso di non competere. I sollevatori di pesi che gareggiavano all'evento erano esentati dalla quarantena richiesta quando visitavano l'Uzbekistan.

## Squalifiche
Le competizioni furono caratterizzate da una squalifica:
- Talha Talib, nei pesi piuma maschili, che vinse la medaglia di bronzo nello strappo – poi riassegnata a Jeremy Lalrinnunga – non concludendo la gara, trovato positivo a sostanze proibite quattro mesi dopo la conclusione dei campionati.[12]

Nelle categorie femminili non vi fu nessuna squalifica.

## Titoli in palio
Per il terzo anno si assegnano 20 titoli mondiali, 10 maschili e 10 femminili.
Categorie maschili
| Categoria            | Eventi         | Atl. | Gr. |
| -------------------- | -------------- | ---- | --- |
| Pesi mosca           | Fino a 55 kg   | 18   | 2   |
| Pesi gallo           | Fino a 61 kg   | 16   | 2   |
| Pesi piuma           | Fino a 67 kg   | 25   | 3   |
| Pesi leggeri         | Fino a 73 kg   | 18   | 2   |
| Pesi medi            | Fino a 81 kg   | 32   | 3   |
| Pesi massimi leggeri | Fino a 89 kg   | 28   | 3   |
| Pesi mediomassimi    | Fino a 96 kg   | 40   | 4   |
| Pesi massimi primi   | Fino a 102 kg  | 17   | 2   |
| Pesi massimi         | Fino a 109 kg  | 22   | 2   |
| Pesi supermassimi    | Oltre i 109 kg | 29   | 3   |

Categorie femminili
| Categoria            | Eventi          | Atl. | Gr. |
| -------------------- | --------------- | ---- | --- |
| Pesi mosca           | Fino a 45 kg    | 13   | 2   |
| Pesi gallo           | Fino a 49 kg    | 13   | 2   |
| Pesi piuma           | Fino a 55 kg    | 23   | 2   |
| Pesi leggeri         | Fino a 59 kg    | 27   | 3   |
| Pesi medi            | Fino a 64 kg    | 22   | 2   |
| Pesi massimi leggeri | Fino a 71 kg    | 28   | 3   |
| Pesi mediomassimi    | Fino a 76 kg    | 18   | 2   |
| Pesi massimi primi   | Fino a 81 kg    | 11   | 1   |
| Pesi massimi         | Fino a 87 kg    | 18   | 2   |
| Pesi supermassimi    | Oltre gli 87 kg | 14   | 2   |

## Calendario eventi
Il 4 novembre viene diffuso il calendario degli eventi con i titoli da assegnare nelle giornate di gare. Le 20 gare, ciascuna suddivisa in gruppi da uno a quattro, sono distribuite su 11 giorni di competizione.
Nella tabella seguente il quadrato completamente blu si riferisce alla giornata delle eliminatorie dei gruppi per ciascuna categoria, mentre i quadrati blu col pallino nero si riferiscono alle giornate delle finali per le assegnazioni delle medaglie.
| Giorno→ Categoria ↓ | Ma 07 | Me 08 | Gi 09 | Ve 10 | Sa 11 | Do 12 | Lu 13 | Ma 14 | Me 15 | Gi 16 | Ve 17 |
| ------------------- | ----- | ----- | ----- | ----- | ----- | ----- | ----- | ----- | ----- | ----- | ----- |
| 55 kg               | ●     |       |       |       |       |       |       |       |       |       |       |
| 61 kg               |       |       | ●     |       |       |       |       |       |       |       |       |
| 67 kg               |       |       |       | ●     |       |       |       |       |       |       |       |
| 73 kg               |       |       |       | ●     |       |       |       |       |       |       |       |
| 81 kg               |       |       |       |       |       | ●     |       |       |       |       |       |
| 89 kg               |       |       |       |       |       |       | ●     |       |       |       |       |
| 96 kg               |       |       |       |       |       |       |       | ●     |       |       |       |
| 102 kg              |       |       |       |       |       |       |       |       | ●     |       |       |
| 109 kg              |       |       |       |       |       |       |       |       |       | ●     |       |
| +109 kg             |       |       |       |       |       |       |       |       |       |       | ●     |

| Giorno→ Categoria ↓ | Ma 07 | Me 08 | Gi 09 | Ve 10 | Sa 11 | Do 12 | Lu 13 | Ma 14 | Me 15 | Gi 16 | Ve 17 |
| ------------------- | ----- | ----- | ----- | ----- | ----- | ----- | ----- | ----- | ----- | ----- | ----- |
| 45 kg               |       | ●     |       |       |       |       |       |       |       |       |       |
| 49 kg               |       | ●     |       |       |       |       |       |       |       |       |       |
| 55 kg               |       |       | ●     |       |       |       |       |       |       |       |       |
| 59 kg               |       |       |       |       | ●     |       |       |       |       |       |       |
| 64 kg               |       |       |       |       |       | ●     |       |       |       |       |       |
| 71 kg               |       |       |       |       |       |       | ●     |       |       |       |       |
| 76 kg               |       |       |       |       |       |       |       | ●     |       |       |       |
| 81 kg               |       |       |       |       |       |       |       |       | ●     |       |       |
| 87 kg               |       |       |       |       |       |       |       |       |       | ●     |       |
| +87 kg              |       |       |       |       |       |       |       |       |       |       | ●     |

## Nazioni partecipanti
Le nazioni che hanno partecipato ai campionati furono 74 per un totale di 432 partecipanti (245 atleti e 187 atlete). Tra parentesi i partecipanti per nazione.
A causa della decisione, nel dicembre del 2020, del TAS che sospende la partecipazione di atleti russi ad eventi internazionali la squadra russa partecipa ai campionati con il nome "Russian Weightlifting Federation" (Federazione Russa di Sollevamento Pesi), l'acronimo RWF e la bandiera della Federazione modificata.
- Albania  (5)
- Algeria  (2)
- Arabia Saudita  (4)
- Armenia  (10)
- Australia  (8)
- Austria  (1)
- Bangladesh  (3)
- Bielorussia  (4)
- Belgio  (2)
- Brasile  (3)
- Bulgaria  (6)
- Camerun  (6)
- Canada  (14)
- Cipro  (1)
- Colombia  (14)
- Corea del Sud  (15)
- Croazia  (4)
- Danimarca  (5)
- Ecuador  (7)
- Egitto  (7)
- Estonia  (2)
- Fed. Russa di Soll. pesi (19)
- Filippine  (10)
- Finlandia  (3)
- Francia  (2)
- Georgia  (10)
- Ghana  (3)
- Giamaica  (4)
- Giappone  (5)
- Gibilterra  (1)
- Grecia  (5)
- Guatemala  (2)
- India  (19)
- Indonesia  (14)
- Iran  (14)
- Irlanda  (1)
- Islanda  (4)
- Kazakistan  (4)
- Kenya  (8)
- Kirghizistan  (3)
- Lettonia  (3)
- Lituania  (6)
- Malaysia  (3)
- Malta  (4)
- Mauritius  (3)
- Moldavia  (5)
- Mongolia  (3)
- Nuova Zelanda  (2)
- Nigeria  (7)
- Norvegia  (3)
- Paesi Bassi  (2)
- Pakistan  (5)
- Palestina  (1)
- Porto Rico  (1)
- Qatar  (1)
- Regno Unito  (4)
- Rep. Ceca  (4)
- Singapore  (1)
- Slovacchia  (3)
- Spagna  (9)
- Sri Lanka  (19)
- Svezia  (3)
- Stati Uniti  (10)
- Svizzera  (2)
- Taipei cinese  (10)
- Thailandia  (14)
- Tunisia  (1)
- Turchia  (6)
- Turkmenistan  (11)
- Ucraina  (8)
- Uganda  (4)
- Ungheria  (1)
- Uzbekistan  (14)
- Venezuela  (5)

## Risultati
Sono stati stabiliti cinque record mondiali: uno nel totale dell'esercizio, quattro nelle singole specialità. Inoltre, nella gara maschile dei medi e nella gara femminile dei massimi leggeri sono stati stabiliti tre record mondiali, uno juniores (Under-20) e due giovanili (Under-18).

### Categorie maschili
| Evento                                  | Oro                           | Oro                           | Argento                       | Argento                       | Bronzo                        | Bronzo                        |
| Pesi mosca — 55 kg (Dettagli)           | Pesi mosca — 55 kg (Dettagli) | Pesi mosca — 55 kg (Dettagli) | Pesi mosca — 55 kg (Dettagli) | Pesi mosca — 55 kg (Dettagli) | Pesi mosca — 55 kg (Dettagli) | Pesi mosca — 55 kg (Dettagli) |
| --------------------------------------- | ----------------------------- | ----------------------------- | ----------------------------- | ----------------------------- | ----------------------------- | ----------------------------- |
| Strappo                                 | Mansour Al-Saleem             | 118 kg                        | Arli Chontey                  | 118 kg                        | Muammer Şahin                 | 116 kg                        |
| Slancio                                 | Angel Rusev                   | 144 kg                        | Aniq Kasdan                   | 142 kg                        | Arli Chontey                  | 142 kg                        |
| Totale                                  | Arli Chontey                  | 260 kg                        | Thada Somboon-uan             | 256 kg                        | Angel Rusev                   | 254 kg                        |
| Pesi gallo — 61 kg (Dettagli)           |                               |                               |                               |                               |                               |                               |
| Strappo                                 | Shin Rok                      | 132 kg                        | Shota Mishvelidze             | 131 kg                        | Seýitjan Mirzaýew             | 128 kg                        |
| Slancio                                 | Shin Rok                      | 156 kg                        | Shota Mishvelidze             | 155 kg                        | Seraj Al-Saleem               | 155 kg                        |
| Totale                                  | Shin Rok                      | 288 kg                        | Shota Mishvelidze             | 286 kg                        | Seraj Al-Saleem               | 282 kg                        |
| Pesi piuma — 67 kg (Dettagli)           |                               |                               |                               |                               |                               |                               |
| Strappo                                 | Zulfat Garaev                 | 146 kg                        | Doston Yoqubov                | 144 kg                        | Jeremy Lalrinnunga            | 141 kg                        |
| Slancio                                 | Doston Yoqubov                | 180 kg                        | Francisco Mosquera            | 179 kg                        | Adkhamjon Ergashev            | 174 kg                        |
| Totale                                  | Doston Yoqubov                | 324 kg                        | Francisco Mosquera            | 316 kg                        | Zulfat Garaev                 | 315 kg                        |
| Pesi leggeri — 73 kg (Dettagli)         |                               |                               |                               |                               |                               |                               |
| Strappo                                 | Briken Calja                  | 156 kg                        | Suttipong Jeeram              | 154 kg                        | Sergey Petrov                 | 153 kg                        |
| Slancio                                 | Rahmat Erwin Abdullah         | 192 kg                        | Briken Calja                  | 186 kg                        | Jeong Han-sol                 | 181 kg                        |
| Totale                                  | Rahmat Erwin Abdullah         | 343 kg                        | Briken Calja                  | 342 kg                        | Suttipong Jeeram              | 334 kg                        |
| Pesi medi — 81 kg (Dettagli)            |                               |                               |                               |                               |                               |                               |
| Strappo                                 | Marin Robu                    | 168 kg                        | Karlos Nasar                  | 166 kg                        | Mirmostafa Javadi             | 163 kg                        |
| Slancio                                 | Karlos Nasar                  | 208 kg                        | Mirmostafa Javadi             | 204 kg                        | Kim Woo-jae                   | 196 kg                        |
| Totale                                  | Karlos Nasar                  | 374 kg                        | Mirmostafa Javadi             | 367 kg                        | Marin Robu                    | 363 kg                        |
| Pesi massimi leggeri — 89 kg (Dettagli) |                               |                               |                               |                               |                               |                               |
| Strappo                                 | Andranik Karapetyan           | 175 kg                        | Revaz Davitadze               | 171 kg                        | Yu Dong-ju                    | 167 kg                        |
| Slancio                                 | Artëm Okulov                  | 205 kg                        | Sarvarbek Zafarjonov          | 205 kg                        | Yu Dong-ju                    | 204 kg                        |
| Totale                                  | Yu Dong-ju                    | 371 kg                        | Sarvarbek Zafarjonov          | 371 kg                        | Revaz Davitadze               | 370 kg                        |
| Pesi mediomassimi — 96 kg (Dettagli)    |                               |                               |                               |                               |                               |                               |
| Strappo                                 | Lesman Paredes                | 187 kg                        | Boady Santavy                 | 178 kg                        | Keydomar Vallenilla           | 177 kg                        |
| Slancio                                 | Fares El-Bakh                 | 222 kg                        | Artëm Antropov                | 221 kg                        | Keydomar Vallenilla           | 214 kg                        |
| Totale                                  | Lesman Paredes                | 400 kg                        | Fares El-Bakh                 | 394 kg                        | Keydomar Vallenilla           | 391 kg                        |
| Pesi massimi primi — 102 kg (Dettagli)  |                               |                               |                               |                               |                               |                               |
| Strappo                                 | Jin Yun-seong                 | 180 kg                        | Rasoul Motamedi               | 177 kg                        | Samvel Gasparyan              | 175 kg                        |
| Slancio                                 | Rasoul Motamedi               | 220 kg                        | Bekdoolot Rasulbekov          | 217 kg                        | Amir Hoghoughi                | 216 kg                        |
| Totale                                  | Rasoul Motamedi               | 397 kg                        | Jin Yun-seong                 | 396 kg                        | Amir Hoghoughi                | 388 kg                        |
| Pesi massimi — 109 kg (Dettagli)        |                               |                               |                               |                               |                               |                               |
| Strappo                                 | Akbar Djuraev                 | 195 kg                        | Simon Martirosyan             | 188 kg                        | Ruslan Nurudinov              | 185 kg                        |
| Slancio                                 | Akbar Djuraev                 | 238 kg                        | Ruslan Nurudinov              | 236 kg                        | Simon Martirosyan             | 228 kg                        |
| Totale                                  | Akbar Djuraev                 | 433 kg                        | Ruslan Nurudinov              | 421 kg                        | Simon Martirosyan             | 416 kg                        |
| Pesi supermassimi — +109 kg (Dettagli)  |                               |                               |                               |                               |                               |                               |
| Strappo                                 | Lasha T'alakhadze             | 225 kg                        | Varazdat Lalayan              | 211 kg                        | Ėduard Zjazjulin              | 206 kg                        |
| Slancio                                 | Lasha T'alakhadze             | 267 kg                        | Varazdat Lalayan              | 246 kg                        | Gor Minasyan                  | 243 kg                        |
| Totale                                  | Lasha T'alakhadze             | 492 kg                        | Varazdat Lalayan              | 457 kg                        | Gor Minasyan                  | 448 kg                        |

### Categorie femminili
| Evento                                  | Oro                           | Oro                           | Argento                       | Argento                       | Bronzo                        | Bronzo                        |
| Pesi mosca — 45 kg (Dettagli)           | Pesi mosca — 45 kg (Dettagli) | Pesi mosca — 45 kg (Dettagli) | Pesi mosca — 45 kg (Dettagli) | Pesi mosca — 45 kg (Dettagli) | Pesi mosca — 45 kg (Dettagli) | Pesi mosca — 45 kg (Dettagli) |
| --------------------------------------- | ----------------------------- | ----------------------------- | ----------------------------- | ----------------------------- | ----------------------------- | ----------------------------- |
| Strappo                                 | Thanyathon Sukcharoen         | 77 kg                         | Şaziye Erdoğan                | 76 kg                         | Manuela Berrío                | 75 kg                         |
| Slancio                                 | Manuela Berrío                | 95 kg                         | Thanyathon Sukcharoen         | 95 kg                         | Şaziye Erdoğan                | 93 kg                         |
| Totale                                  | Thanyathon Sukcharoen         | 172 kg                        | Manuela Berrío                | 170 kg                        | Şaziye Erdoğan                | 169 kg                        |
| Pesi gallo — 49 kg (Dettagli)           |                               |                               |                               |                               |                               |                               |
| Strappo                                 | Surodchana Khambao            | 86 kg                         | Rira Suzuki                   | 78 kg                         | Ýulduz Jumabaýewa             | 76 kg                         |
| Slancio                                 | Surodchana Khambao            | 105 kg                        | Ibuki Takahashi               | 101 kg                        | Rira Suzuki                   | 101 kg                        |
| Totale                                  | Surodchana Khambao            | 191 kg                        | Rira Suzuki                   | 179 kg                        | Ibuki Takahashi               | 172 kg                        |
| Pesi piuma — 55 kg (Dettagli)           |                               |                               |                               |                               |                               |                               |
| Strappo                                 | Ghofrane Belkhir              | 92 kg                         | Svitlana Samuljak             | 91 kg                         | Adijat Olarinoye              | 90 kg                         |
| Slancio                                 | Bindyarani Devi               | 114 kg                        | Ham Eun-ji                    | 114 kg                        | Adijat Olarinoye              | 113 kg                        |
| Totale                                  | Ghofrane Belkhir              | 203 kg                        | Adijat Olarinoye              | 203 kg                        | Svitlana Samuljak             | 201 kg                        |
| Pesi leggeri — 59 kg (Dettagli)         |                               |                               |                               |                               |                               |                               |
| Strappo                                 | Mariia Hanhur                 | 101 kg                        | Kuo Hsing-chun                | 100 kg                        | Ol'ga Tё                      | 100 kg                        |
| Slancio                                 | Kuo Hsing-chun                | 130 kg                        | Yenny Álvarez                 | 127 kg                        | Rosivé Silgado                | 120 kg                        |
| Totale                                  | Kuo Hsing-chun                | 230 kg                        | Yenny Álvarez                 | 226 kg                        | Ol'ga Tё                      | 218 kg                        |
| Pesi medi — 64 kg (Dettagli)            |                               |                               |                               |                               |                               |                               |
| Strappo                                 | Neama Said                    | 106 kg                        | Han Ji-an                     | 99 kg                         | Chen Wen-huei                 | 97 kg                         |
| Slancio                                 | Chen Wen-huei                 | 135 kg                        | Neama Said                    | 127 kg                        | Anastasia Anzorova            | 121 kg                        |
| Totale                                  | Neama Said                    | 233 kg                        | Chen Wen-huei                 | 232 kg                        | Park Min-kyung                | 217 kg                        |
| Pesi massimi leggeri — 71 kg (Dettagli) |                               |                               |                               |                               |                               |                               |
| Strappo                                 | Evgeniia Guseva               | 104 kg                        | Olivia Reeves                 | 104 kg                        | Patricia Strenius             | 104 kg                        |
| Slancio                                 | Meredith Alwine               | 135 kg                        | Sarah Davies                  | 132 kg                        | Joy Ogbonne Eze               | 130 kg                        |
| Totale                                  | Meredith Alwine               | 235 kg                        | Sarah Davies                  | 234 kg                        | Patricia Strenius             | 231 kg                        |
| Pesi mediomassimi — 76 kg (Dettagli)    |                               |                               |                               |                               |                               |                               |
| Strappo                                 | Jana Sotieva                  | 112 kg                        | Laura Amaro                   | 108 kg                        | Mattie Rogers                 | 107 kg                        |
| Slancio                                 | Lee Min-ji                    | 139 kg                        | Mattie Rogers                 | 136 kg                        | Kim Su-hyeon                  | 134 kg                        |
| Totale                                  | Lee Min-ji                    | 244 kg                        | Mattie Rogers                 | 243 kg                        | Jana Sotieva                  | 242 kg                        |
| Pesi massimi primi — 81 kg (Dettagli)   |                               |                               |                               |                               |                               |                               |
| Strappo                                 | Alina Maruščak                | 113 kg                        | Kim I-seul                    | 108 kg                        | Eileen Cikamatana             | 108 kg                        |
| Slancio                                 | Alina Maruščak                | 135 kg                        | Valeria Rivas                 | 134 kg                        | Dayana Chirinos               | 134 kg                        |
| Totale                                  | Alina Maruščak                | 248 kg                        | Valeria Rivas                 | 239 kg                        | Kim I-seul                    | 238 kg                        |
| Pesi massimi — 87 kg (Dettagli)         |                               |                               |                               |                               |                               |                               |
| Strappo                                 | Tursunoy Jabborova            | 113 kg                        | Mönkhjantsangiin Ankhtsetseg  | 109 kg                        | Amanda Schott                 | 106 kg                        |
| Slancio                                 | Solfrid Koanda                | 141 kg                        | Mönkhjantsangiin Ankhtsetseg  | 141 kg                        | Dar'ja Achmerova              | 135 kg                        |
| Totale                                  | Mönkhjantsangiin Ankhtsetseg  | 250 kg                        | Tursunoy Jabborova            | 244 kg                        | Solfrid Koanda                | 244 kg                        |
| Pesi supermassimi — +87 kg (Dettagli)   |                               |                               |                               |                               |                               |                               |
| Strappo                                 | Duangaksorn Chaidee           | 124 kg                        | Son Young-hee                 | 123 kg                        | Emily Campbell                | 121 kg                        |
| Slancio                                 | Son Young-hee                 | 159 kg                        | Emily Campbell                | 157 kg                        | Duangaksorn Chaidee           | 157 kg                        |
| Totale                                  | Son Young-hee                 | 282 kg                        | Duangaksorn Chaidee           | 281 kg                        | Emily Campbell                | 278 kg                        |

## Medagliere

### Grandi (totale)
Riferito al totale dell'esercizio.
| Posiz.              | Nazione                  | Oro | Argento | Bronzo | Totale |
| ------------------- | ------------------------ | --- | ------- | ------ | ------ |
| 1                   | Corea del Sud            | 4   | 1       | 2      | 7      |
| 2                   | Uzbekistan               | 2   | 3       | 0      | 5      |
| 3                   | Thailandia               | 2   | 2       | 1      | 5      |
| 4                   | Colombia                 | 1   | 4       | 0      | 5      |
| 5                   | Georgia                  | 1   | 1       | 1      | 3      |
| 5                   | Iran                     | 1   | 1       | 1      | 3      |
| 7                   | Stati Uniti              | 1   | 1       | 0      | 2      |
| 7                   | Taipei cinese            | 1   | 1       | 0      | 2      |
| 9                   | Bulgaria                 | 1   | 0       | 1      | 2      |
| 9                   | Ucraina                  | 1   | 0       | 1      | 2      |
| 11                  | Egitto                   | 1   | 0       | 0      | 1      |
| 11                  | Indonesia                | 1   | 0       | 0      | 1      |
| 11                  | Kazakistan               | 1   | 0       | 0      | 1      |
| 11                  | Mongolia                 | 1   | 0       | 0      | 1      |
| 11                  | Tunisia                  | 1   | 0       | 0      | 1      |
| 16                  | Armenia                  | 0   | 1       | 2      | 3      |
| 17                  | Giappone                 | 0   | 1       | 1      | 2      |
| 17                  | Regno Unito              | 0   | 1       | 1      | 2      |
| 19                  | Albania                  | 0   | 1       | 0      | 1      |
| 19                  | Nigeria                  | 0   | 1       | 0      | 1      |
| 19                  | Qatar                    | 0   | 1       | 0      | 1      |
| 22                  | Fed. Russa di Soll. pesi | 0   | 0       | 3      | 3      |
| 23                  | Arabia Saudita           | 0   | 0       | 1      | 1      |
| 23                  | Moldavia                 | 0   | 0       | 1      | 1      |
| 23                  | Norvegia                 | 0   | 0       | 1      | 1      |
| 23                  | Svezia                   | 0   | 0       | 1      | 1      |
| 23                  | Turchia                  | 0   | 0       | 1      | 1      |
| 23                  | Venezuela                | 0   | 0       | 1      | 1      |
| Totale (28 nazioni) | Totale (28 nazioni)      | 20  | 20      | 20     | 60     |

### Grandi (totale) e Piccole (Strappo e Slancio)
Riferito al totale dell'esercizio e delle due specialità.
| Posiz.              | Nazione                  | Oro | Argento | Bronzo | Totale |
| ------------------- | ------------------------ | --- | ------- | ------ | ------ |
| 1                   | Corea del Sud            | 9   | 5       | 7      | 21     |
| 2                   | Uzbekistan               | 6   | 6       | 2      | 14     |
| 3                   | Thailandia               | 6   | 4       | 2      | 12     |
| 4                   | Ucraina                  | 4   | 1       | 1      | 6      |
| 5                   | Fed. Russa di Soll. pesi | 4   | 0       | 7      | 11     |
| 6                   | Colombia                 | 3   | 7       | 2      | 12     |
| 7                   | Georgia                  | 3   | 4       | 1      | 8      |
| 8                   | Taipei cinese            | 3   | 2       | 1      | 6      |
| 9                   | Bulgaria                 | 3   | 1       | 1      | 5      |
| 10                  | Iran                     | 2   | 3       | 3      | 8      |
| 11                  | Stati Uniti              | 2   | 3       | 1      | 8      |
| 12                  | Egitto                   | 2   | 1       | 0      | 3      |
| 13                  | Indonesia                | 2   | 0       | 0      | 2      |
| 13                  | Tunisia                  | 2   | 0       | 0      | 2      |
| 15                  | Armenia                  | 1   | 4       | 5      | 10     |
| 16                  | Kazakistan               | 1   | 2       | 1      | 4      |
| 17                  | Albania                  | 1   | 2       | 0      | 3      |
| 17                  | Mongolia                 | 1   | 2       | 0      | 3      |
| 19                  | Qatar                    | 1   | 1       | 0      | 2      |
| 20                  | Arabia Saudita           | 1   | 0       | 2      | 3      |
| 21                  | India                    | 1   | 0       | 1      | 2      |
| 21                  | Moldavia                 | 1   | 0       | 1      | 2      |
| 21                  | Norvegia                 | 1   | 0       | 1      | 2      |
| 24                  | Giappone                 | 0   | 3       | 2      | 5      |
| 24                  | Regno Unito              | 0   | 3       | 2      | 5      |
| 26                  | Nigeria                  | 0   | 1       | 3      | 4      |
| 26                  | Turchia                  | 0   | 1       | 3      | 4      |
| 28                  | Brasile                  | 0   | 1       | 1      | 2      |
| 29                  | Canada                   | 0   | 1       | 0      | 1      |
| 29                  | Kirghizistan             | 0   | 1       | 0      | 1      |
| 29                  | Malaysia                 | 0   | 1       | 0      | 1      |
| 32                  | Venezuela                | 0   | 0       | 4      | 4      |
| 33                  | Svezia                   | 0   | 0       | 2      | 2      |
| 33                  | Turkmenistan             | 0   | 0       | 2      | 2      |
| 35                  | Australia                | 0   | 0       | 1      | 1      |
| 35                  | Bielorussia              | 0   | 0       | 1      | 1      |
| Totale (36 nazioni) | Totale (36 nazioni)      | 60  | 60      | 60     | 180    |

## Classifica a squadre

### Sistema di punteggio
Il sistema di punteggio è basato sui punti distribuiti per l'esercizio totale e le due specialità in base allo schema adottato nel 1996:

### Categorie maschili
| Pos. | Squadra                  | Punti |
| ---- | ------------------------ | ----- |
| 1    | Fed. Russa di Soll. pesi | 581   |
| 2    | Iran                     | 548   |
| 3    | Uzbekistan               | 525   |
| 4    | Georgia                  | 520   |
| 5    | Colombia                 | 490   |
| 6    | Armenia                  | 428   |
| 7    | Corea del Sud            | 395   |
| 8    | Thailandia               | 363   |
| 9    | Bulgaria                 | 330   |
| 10   | India                    | 302   |
| 11   | Indonesia                | 288   |
| 12   | Canada                   | 250   |
| 13   | Spagna                   | 232   |
| 14   | Egitto                   | 199   |
| 15   | Sri Lanka                | 199   |
| 16   | Albania                  | 193   |
| 17   | Bielorussia              | 183   |
| 18   | Arabia Saudita           | 174   |
| 19   | Stati Uniti              | 173   |
| 20   | Moldavia                 | 165   |
| 21   | Malaysia                 | 162   |
| 22   | Taipei cinese            | 157   |
| 23   | Turkmenistan             | 140   |
| 24   | Kazakistan               | 136   |
| 25   | Filippine                | 127   |
| 26   | Ecuador                  | 122   |
| 27   | Pakistan                 | 117   |
| 28   | Ucraina                  | 115   |
| 29   | Venezuela                | 113   |
| 30   | Giappone                 | 113   |
| 31   | Kirghizistan             | 106   |
| 32   | Turchia                  | 97    |
| 33   | Qatar                    | 73    |
| 34   | Uganda                   | 72    |
| 35   | Australia                | 71    |
| 36   | Kenya                    | 69    |
| 37   | Camerun                  | 68    |
| 38   | Rep. Ceca                | 61    |
| 39   | Nigeria                  | 59    |
| 40   | Lituania                 | 55    |
| 41   | Nuova Zelanda            | 51    |
| 42   | Austria                  | 50    |
| 43   | Lettonia                 | 48    |
| 44   | Francia                  | 46    |
| 45   | Paesi Bassi              | 46    |
| 46   | Estonia                  | 45    |
| 47   | Finlandia                | 43    |
| 48   | Svezia                   | 39    |
| 49   | Algeria                  | 34    |
| 50   | Croazia                  | 32    |
| 51   | Mauritius                | 31    |
| 52   | Ungheria                 | 29    |
| 53   | Irlanda                  | 27    |
| 54   | Cipro                    | 21    |
| 55   | Guatemala                | 19    |
| 56   | Giamaica                 | 12    |
| 57   | Grecia                   | 6     |
| 58   | Malta                    | 5     |
| 59   | Islanda                  | 4     |
| 60   | Svizzera                 | 1     |
| —    | Ghana                    | 0     |
| —    | Bangladesh               | 0     |
| —    | Singapore                | 0     |
| —    | Brasile                  | 0     |
| —    | Palestina                | 0     |

### Categorie femminili
| Pos. | Squadra                  | Punti |
| ---- | ------------------------ | ----- |
| 1    | Fed. Russa di Soll. pesi | 507   |
| 2    | Corea del Sud            | 498   |
| 3    | India                    | 442   |
| 4    | Indonesia                | 380   |
| 5    | Stati Uniti              | 356   |
| 6    | Thailandia               | 338   |
| 7    | Taipei cinese            | 320   |
| 8    | Nigeria                  | 299   |
| 9    | Filippine                | 293   |
| 10   | Ucraina                  | 265   |
| 11   | Colombia                 | 243   |
| 12   | Regno Unito              | 241   |
| 13   | Turchia                  | 222   |
| 14   | Sri Lanka                | 214   |
| 15   | Uzbekistan               | 212   |
| 16   | Canada                   | 209   |
| 17   | Turkmenistan             | 185   |
| 18   | Venezuela                | 176   |
| 19   | Norvegia                 | 175   |
| 20   | Ecuador                  | 160   |
| 21   | Australia                | 159   |
| 22   | Danimarca                | 152   |
| 23   | Iran                     | 151   |
| 24   | Giappone                 | 137   |
| 25   | Brasile                  | 134   |
| 26   | Spagna                   | 131   |
| 27   | Slovacchia               | 129   |
| 28   | Kazakistan               | 122   |
| 29   | Egitto                   | 101   |
| 30   | Mongolia                 | 95    |
| 31   | Kenya                    | 90    |
| 32   | Belgio                   | 88    |
| 33   | Giamaica                 | 87    |
| 34   | Moldavia                 | 85    |
| 35   | Svezia                   | 80    |
| 36   | Tunisia                  | 78    |
| 37   | Malta                    | 68    |
| 38   | Finlandia                | 65    |
| 39   | Islanda                  | 64    |
| 40   | Armenia                  | 63    |
| 41   | Grecia                   | 63    |
| 42   | Ghana                    | 60    |
| 43   | Francia                  | 56    |
| 44   | Porto Rico               | 47    |
| 45   | Camerun                  | 43    |
| 46   | Svizzera                 | 42    |
| 47   | Guatemala                | 41    |
| 48   | Lettonia                 | 26    |
| 49   | Lituania                 | 24    |
| 50   | Albania                  | 22    |
| 51   | Nuova Zelanda            | 19    |
| 52   | Bangladesh               | 15    |
| 53   | Croazia                  | 10    |
| 54   | Paesi Bassi              | 5     |
| —    | Bulgaria                 | 0     |
| —    | Gibilterra               | 0     |